# Pontcirq

Pontcirq este o comună în departamentul Lot din sudul Franței. În 2009 avea o populație de 160 de locuitori.

## Evoluția populației
| An        | 1975 | 1982 | 1990 | 1999 | 2006 | 2009 |
| --------- | ---- | ---- | ---- | ---- | ---- | ---- |
| Populație | 140  | 141  | 141  | 151  | 148  | 160  |